# Strikeforce: Tank vs. Buentello
Strikeforce: Tank vs. Buentello foi um evento de artes marciais mistas promovido pelo Strikeforce, aconteceu em 7 de outubro de 2006 no Save Mart Center em Fresno, California.

## Background
Esse evento contou com a estréia no MMA do futuro Campeão Peso Pesado do UFC Cain Velasquez.
Wesley Correira era esperado para enfrentar Ruben Villareal no evento, mas devido à razões médicas a luta foi cancelada.